# Blanford-havasipinty
A Blanford-havasipinty (Pyrgilauda blanfordi) a madarak (Aves) osztályának verébalakúak (Passeriformes) rendjébe, ezen belül a verébfélék (Passeridae) családja tartozó faj.

## Rendszerezése
A fajt Allan Octavian Hume brit ornitológus írta le 1876-ban, a Montifringilla nembe Montifringilla Blanfordi néven. Tudományos faji nevét és magyar nevét William Thomas Blanford angol zoológus tiszteletére kapta.

## Alfajai
- Pyrgilauda blanfordi barbata (Prjevalsky, 1887) - Közép-Kína északi része
- Pyrgilauda blanfordi ventorum (Stegmann, 1932) - Kína északnyugati része
- Pyrgilauda blanfordi blanfordi (Hume, 1876) - Nyugat-Kína, Tibet, Nepál, valamint a Himalája nyugati vonulatai [2]

## Előfordulása
Ázsiában, India, Kína, Nepál és Pakisztán területén honos. Természetes élőhelyei a mérsékelt övi gyepek és sivatagok, valamint legelők. Állandó, nem vonuló faj.

## Megjelenése
Testhossza 15 centiméter.

## Természetvédelmi helyzete
Az elterjedési területe rendkívül nagy, egyedszáma pedig stabil. A Természetvédelmi Világszövetség Vörös listáján nem fenyegetett fajként szerepel.